# Diponegoro
Diponegoro, noto anche col nome di Dipanegara (Yogyakarta, 11 novembre 1785 – Makassar, 8 gennaio 1855), fu figlio primogenito del sultano di Yogyakarta, Hamengkubuwono III, e giocò un ruolo importante nella Guerra di Giava tra il 1825 e il 1830.
Dopo la sua sconfitta e cattura, venne esiliato a Makassar, dove in seguito morì. La sua lotta durata cinque anni contro il controllo olandese di Giava è stata celebrata negli anni in Indonesia, divenendo fonte d'ispirazione tra le altre alla rivoluzione d'indipendenza dell'Indonesia nel secondo dopoguerra. Per questi motivi gli è stato riconosciuto dalla Repubblica d'Indonesia il titolo di eroe nazionale.

## Biografia

### I primi anni

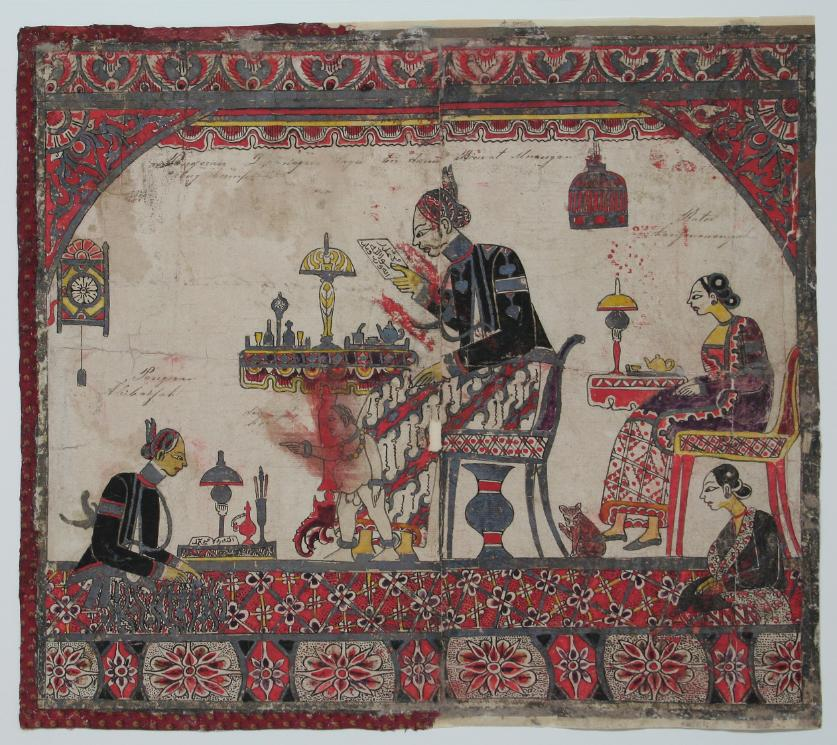
Diponegoro in un dipinto del 1830 circa
(Collezione della Biblioteca dell'Università di Leida)

Diponegoro nacque l'11 novembre 1785 a Yogyakarta, figlio primogenito del sultano Hamengkubuwono III di Yogyakarta. Nel corso della sua giovinezza alla corte di Yogyakarta, dopo una serie di eventi tra cui lo scioglimento della Compagnia olandese delle Indie orientali, l'invasione inglese di Giava ed il successivo ritorno degli olandesi, il sultano Hamengkubuwono II, cedette il potere nel 1810 al padre di Diponegoro, per poi riprenderlo per sé con la forza. Nel 1812 ad ogni modo venne rimosso per l'ennesima volta dal trono ed esiliato da Giava definitivamente dalle forze britanniche. Durante questo periodo, Diponegoro svolse il ruolo di consigliere di suo padre e diede anche aiuto alle forze inglesi al punto che il residente Sir Stamford Raffles gli offrì il titolo di sultano che egli gentilmente declinò dal momento che suo padre era ancora regnante.
Quando il sultano morì nel 1814, Diponegoro venne invece sorpassato nella successione al trono dal fratellastro minore, Hamengkubuwono IV (r. 1814-1821), che aveva supportato gli olandesi malgrado l'ultimo sultano avesse designato personalmente suo successore il principe Diponegoro. Devoto musulmano, Diponegoro si dimostrò da subito allarmato dal lassismo religioso dilagante alla corte del fratello e pertanto decise di vivere in volontaria reclusione, anche per la politica pro-olandese adottata dal sovrano.
Nel 1821, a Giava scoppiò una carestia ed un'epidemia di peste. Hamengkubuwono IV morì nel 1822 in circostanze misteriose, lasciando un figlio ancora infante come suo unico erede, il quale prese il nome di Hamengkubuwono V, ma da subito vi fu una disputa sulla sua tutela. Diponegoro venne nuovamente sorpassato dagli altri membri della sua famiglia, per quanto gli era stata promessa la successione al trono (per quanto considerata illegale secondo la legge di successione islamica, avendo suo fratello avuto un erede legittimo). Queste discussioni portarono ad una ribellione su vasta scala.

### La lotta contro gli olandesi

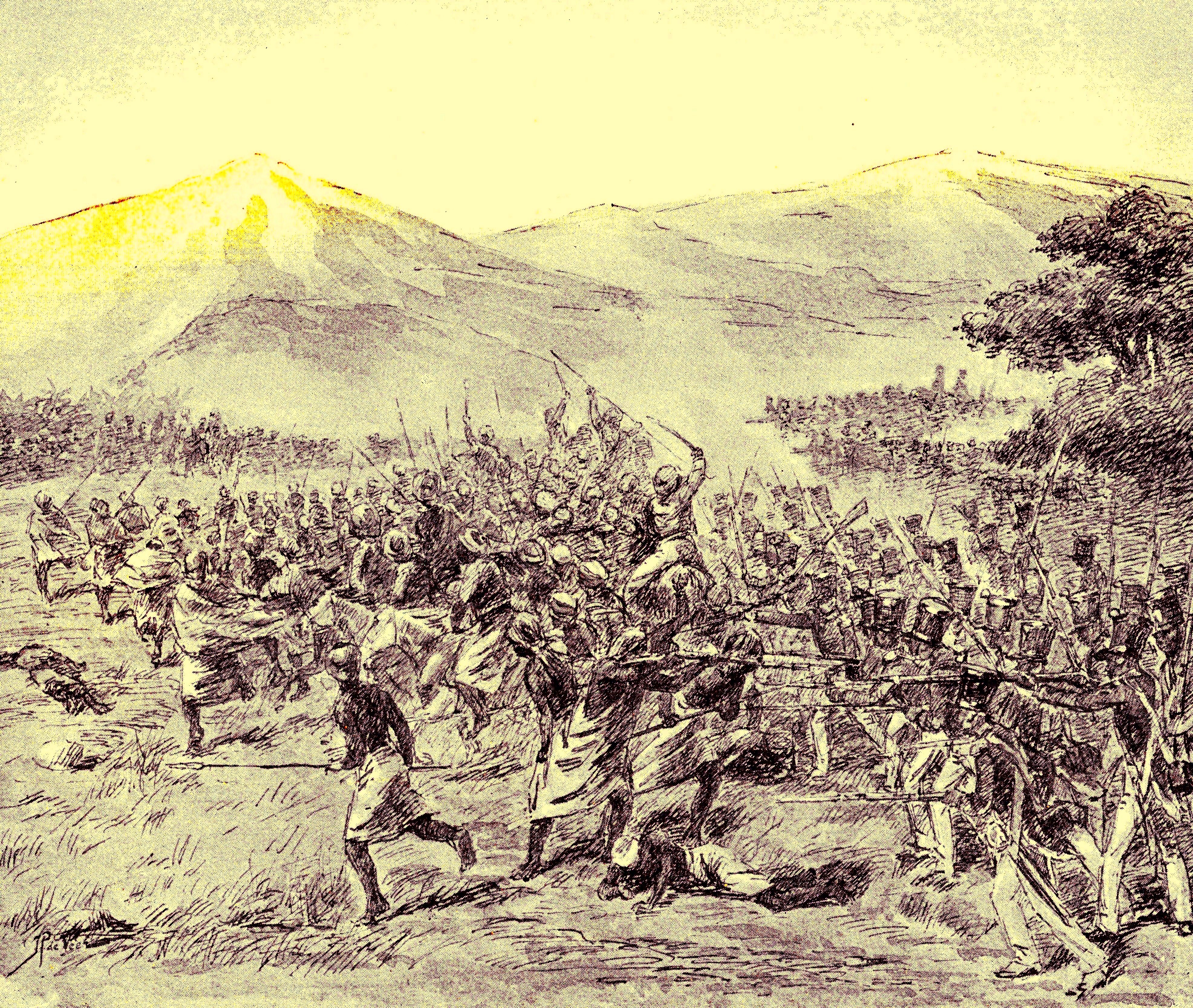
Combattimenti tra le forze di Diponegoro e quelle coloniali olandesi a Gawok (disegno del 1900)

Il governo coloniale olandese divenne sempre meno popolare tra i contadini giavanesi a causa delle eccessive tasse richieste, come pure presso la nobiltà locale che si vedeva sempre più privata di poteri, di diritti e di terre. Diponogoro era visto da molti come Ratu Adil, il giusto regnante predetto nel testo sacro Pralembang Jayabaya. L'eruzione poi del vulcano di Monte Merapi nel 1822 e la diffusione di un'epidemia di colera nel 1824 peggiorarono ulteriormente l'idea di una visione apocalittica che andò a supportare l'idea che il sovrano più giusto da incoronare fosse Diponegoro.
Nei giorni successivi allo scoppio della guerra, non si ebbero però azioni come ci si attendeva. L'inizio della guerra portò invece molte perdite tra le file degli olandesi, prevalentemente per la mancanza di una strategia e per il successo della guerriglia progettata da Diponegoro. Le numerose imboscate tese agli olandesi dai ribelli giavanesi fecero perdere ai primi molti rifornimenti.
Gli olandesi infine riuscirono a controllare l'espandersi della ribellione inviando ulteriori truppe comandate dal generale Hendrik Merkus de Kock. De Kock sviluppò una nuova strategia basata sulla presenza di campi fortificati su tutto il territorio (detti in indonesiano benteng) e con una forte mobilità delle truppe. I soldati, ben difesi, riuscirono dunque a occupare i punti chiave dell'isola, limitando pertanto i movimenti delle truppe di Diponegoro. Dal 1829, Diponegoro perse definitivamente le posizioni che aveva faticosamente conquistato, dapprima a Ungaran, poi presso la residenza di Semarang, ed infine venne costretto a ritirarsi a Batavia. Molti dei suoi uomini disertarono di fronte alla sconfitta imminente.

### La cattura e l'esilio

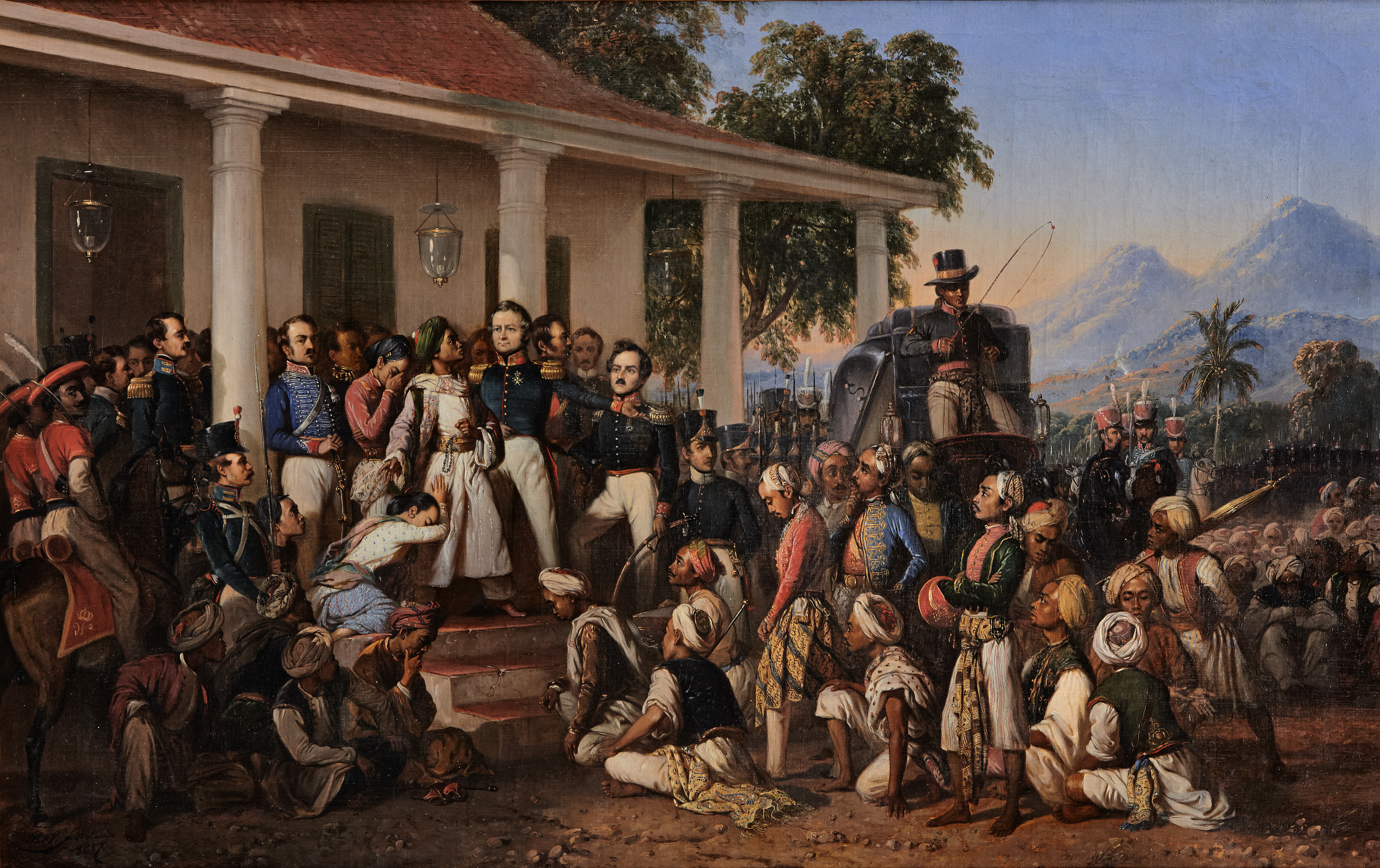
L'arresto di Pangeran Diponegoro, opera di Raden Saleh

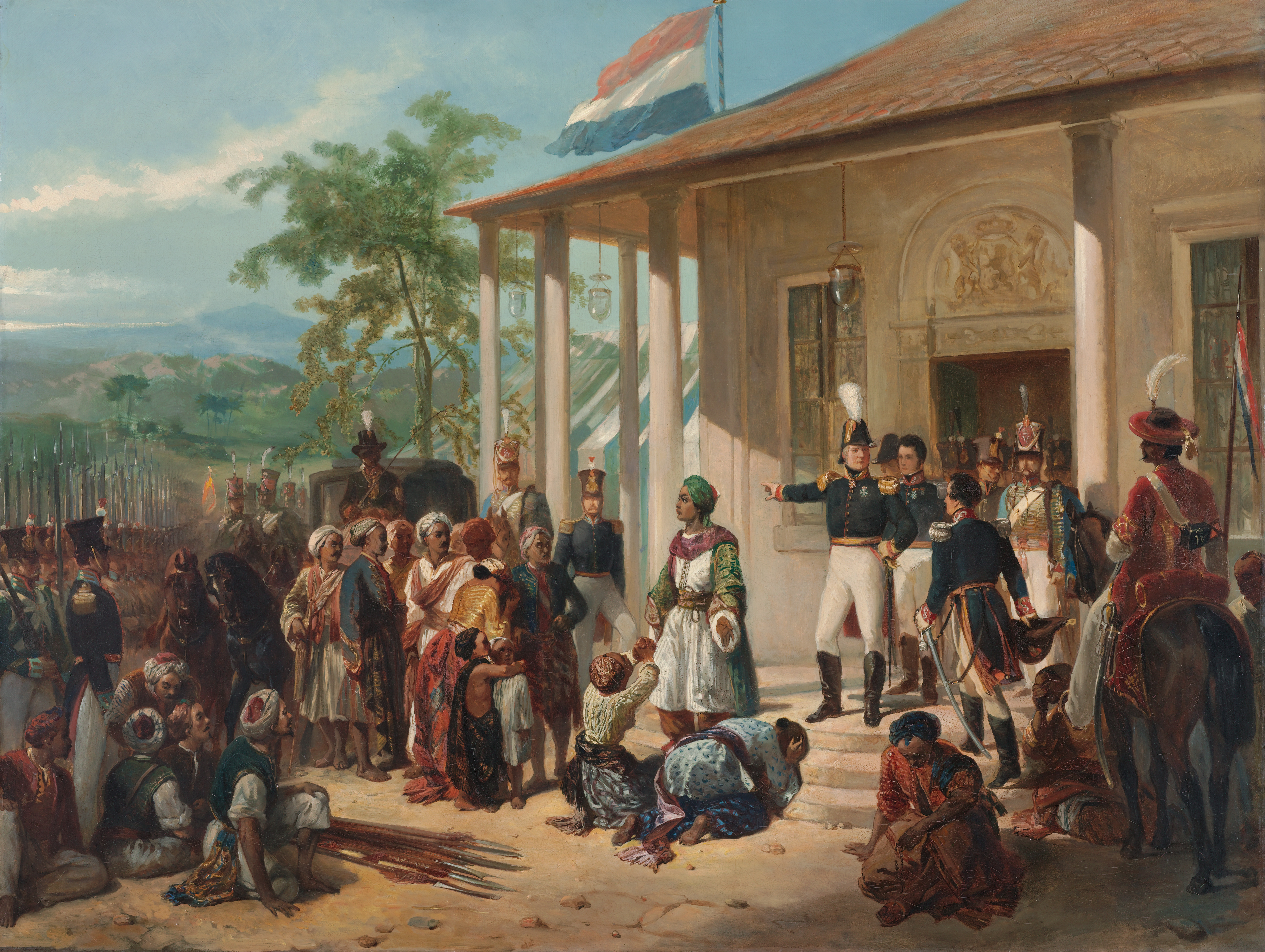
La sottomissione del principe Diponegoro al generale De Kock, opera di Nicolaas Pieneman

Dal 1830 Diponegoro iniziò le trattative per una pacificazione, chiedendo la resa in cambio dell'assegnazione di un proprio piccolo stato personale ed il titolo di califfo come suprema figura religiosa dell'isola di Giava. Nel marzo del 1830 accettò un incontro presso il villaggio di Magelang ma qui gli olandesi lo catturarono il 28 marzo, malgrado fosse stata prevista solo la tregua e non la resa finale. Gli olandesi si giustificarono di tale atto scorretto adducendo il fatto di aver avuto informazioni secondo le quali i nobili si stavano preparando per assaltare gli olandesi in quell'occasione, costringendo così il generale ad agire con determinazione.
Sull'altro fronte, Diponegoro vide il proprio arresto come un vero e proprio tradimento. Nell'immaginario collettivo dell'evento, dunque, lo stesso fatto venne dipinto in due modi differenti dal giavanese Raden Saleh e dall'olandese Nicolaas Pieneman: il primo realizzò un dipinto presentando Diponegoro come vittima, il secondo come un prigioniero soggiogato. Immediatamente dopo il suo arresto, il principe venne portato prigioniero a Semarang e poi a Batavia, dove venne detenuto nell'attuale Museo di Fatahillah. Nel 1830, venne portato a Manado, via nave.
Dopo diversi anni trascorsi a Manado, venne spostato a Makassar nel luglio del 1833 dove venne detenuto a Fort Rotterdam. Questi continui spostamenti erano dettati dal fatto che gli olandesi non si fidavano a mantenerlo per troppo tempo detenuto nel medesimo luogo, per la paura che i suoi fedelissimi tentassero di liberarlo con la forza. Malgrado il suo status di prigioniero, sua moglie Ratnaningsih ed altri ottennero il permesso di rendergli visita durante il periodo dell'esilio, tra cui il sedicenne principe Enrico di Orange-Nassau nel 1837. Diponegoro si dedicò in questo tempo a comporre manoscritti sulla storia giavanese e scrisse la sua autobiografia, Babad Diponegoro. La sua salute fisica si deteriorò per l'età ormai avanzata e morì l'8 gennaio 1855.
Prima di morire, Diponegoro diede mandato di essere sepolto a Kampung Melayu, un quartiere allora abitato da cinesi e da olandesi. Il governo olandese gli mise a disposizione il terreno richiesto per erigere la sua tomba. Anche sua moglie venne sepolta poi nel medesimo complesso. La sua tomba è ancora oggi meta di pellegrini, spesso militari e politici.

### Eredità

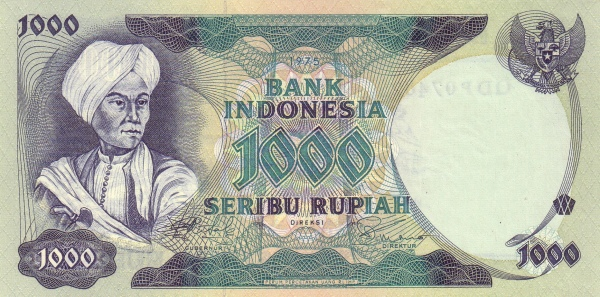
Diponegoro rappresentato su una banconota del 1975 da 1000 rupie.

La dinastia di Diponegoro sopravvive a ancora oggi, coi sultani che reggono il potere come governatori della regione speciale di Yogyakarta. Nel 1969, appena fuori Yogyakarta, venne eretto un grande monumento in suo onore col contributo dell'esercito indonesiano, nel luogo dove si presuppone vi fosse il suo palazzo.
Nel 1973, sotto la presidenza di Suharto, Diponegoro venne proclamato eroe nazionale dell'Indonesia.
Il 4º comando regionale dell'Esercito indonesiano, il Kodam IV/Diponegoro, prende il suo nome dal principe. La marina indonesiana dispone di due navi col suo nome e l'Università Diponegoro presso Semarang porta pure il suo nome, come del resto molte strade importanti in tutta l'Indonesia.
La figura del principe Diponegoro riemerse prepotentemente anche durante la lotta per l'indipendenza dell'Indonesia alla fine della Seconda guerra mondiale, quando ancora una volta gli indonesiani si trovarono a scontrarsi con gli olandesi.